# Hauszer Ernő
Hauszer Ernő (Lőcse, Szepes megye, 1805. február 1. – Pozsony, 1868. január 19.) szepességi cipszer ügyvéd, politikus.

## Életútja
Ügyvédi vizsgát tett és mint gyakorló ügyvéd Pozsonyban telepedett le, mely városnak az 1843-44-iki országgyűlésen követe, 1848-ban és 1861-ben Pozsony megye egyik kerületének képviselője volt.

## Munkái
- Ungarns Wechselgesetz und die damit in Verbindung stehenden Gesetzartikel, nach den Bestimmungen des Reichstages von 1840. Aus d. Ungar. übersetzt. Pressburg, 1840.
- A pozsonyi lóverseny rendszabályai. Kiadta... Pressburg, 1840.